# MS Thorbjørn
|  | Isbryderen Thorbjørn A553 Thorbjørn |
MS Thorbjørn (kaldesignal LILU) er et fartøj ejet af Arbeidernes Ungdomsfylking (AUF).
Under AUFs årlige sommerlejr, pendler fartøjet mellem Utøya og Utøykaia på fastlandet.
Fartøjet blev bygget på Oskarshavns Værft i 1948. Det hed tidligere Rasmus og blev købt af AUF i 1997 for 250.000 SEK. Færgen er godkendt til 50 passagerer og kan transportere et mindre køretøj.

## Fartøjets historie
Inden fartøjet blev omdannet til en civil færge, var det et militært landgangsfartøj af typen L-50. Disse landgangsfartøjene blev benyttet af den svenske flåde og det svenske kystartilleri fra 1950'erne til 1980'erne. L50-bådene ble benyttet af Urkustjägarna (marineinfanteri) for hurtigt at kunne landssætte personale under beskydning.

### Terrorangrebene i Norge 22. juli 2011
MS Thorbjørn blev brugt af terroristen til at nå Utøya før massakren på Utøya den 22. juli 2011. Nogle minutter efter de første skud blev affyret forlod fartøjet  øen, med ni mennesker om bord. Først et godt stykke tid efter at gerningsmanden blev anholdt, blev båden brugt til redningsarbejde.

## Galleri
- Venstre side
- Forfra

- Højre side
- Forstavnen før og efter ombygning

## Eksterne kilder og henvisninger
1. 1 2  "Norsk skipsregister". Arkiveret fra originalen 15. november 2011. Hentet 20. november 2011.
2. ↑  "Program AUFs sommerleier". Arkiveret fra originalen 12. januar 2013. Hentet 20. november 2011.
3. ↑  Dette skjedde på MS «Thorbjørn»
4. 1 2  "De legendariska Urkustjägarna". Arkiveret fra originalen 23. november 2010. Hentet 20. november 2011.
5. ↑  "Kustartilleriets fartyg och båtar". Arkiveret fra originalen 4. marts 2016. Hentet 20. november 2011.
6. ↑  Flyktet i AUF-fergen
7. ↑  Trodde bare vi slapp unna
8. ↑  Løp mot ferga da jeg hørte skytingen

- Norsk Skipsregister Arkiveret 15. november 2011 hos  Wayback Machine